# Typhlops tasymicris
Typhlops tasymicris là một loài rắn trong họ Typhlopidae. Loài này được Thomas mô tả khoa học đầu tiên năm 1974.